# Yamaha XT 350
La XT 350 est un modèle de motocyclette du constructeur japonais Yamaha.

## Description
Petit trail de 350 cm³, la Yamaha XT 350 est idéale pour débuter. Le moteur est un monocylindre 4 temps 4 soupapes à refroidissement à air et est équipé d'une boîte 6 rapports à embrayage mécanique. 
La puissance modeste en fait une moto idéale pour les jeunes conducteurs qui sont bridés à 48 ch pendant 2 ans.
Le moteur est assez agréable, propose un bon couple, tout en restant raisonnable sur la puissance globale. Le cadre est assez léger, ce qui facilite la prise en main, mais n'autorise pas vraiment de long trajet sur (auto)route. En revanche, cette moto a pour réputation d'avoir une très bonne tenue de route sur la route comme sur les chemins.
Seul petit défaut de cette version : le freinage qui reste un peu insuffisant.
| Type constructeur     | 55 V                                                           |
| Poids avec les pleins | 131 kg                                                         |
| Régime maximal        | 8 500 tr/min                                                   |
| Rapport volumétrique  | 9 à 1                                                          |
| Démarrage             | Kick avec décompresseur automatique                            |
| Equilibrage           | 1 contre-arbre tournant                                        |
| Distribution          | 2 arbres à cames à attaque directe, avec réglage par pastilles |
| Batterie              | 12 V, 3Ah. dimensions: 95 × 53 × 110 mm                        |

Il y a deux carburateurs sur une cuve commune:
- le carburateur de gauche est à boisseau avec une commande desmodromique par la poignée des gaz
- le carburateur de droite est à dépression avec une aiguille

## Utilisateurs militaires
- Espagne